# COGU
COGU （コグ）は、中華人民共和国香港を拠点とするファッションブランドである。主にブランドのライセンス供与の事業を行っている。デザイナーはコジモ・グッチ。

## 概要
コジモ・グッチはグッチ創設者のグッチォ・グッチのひ孫にあたる。グッチォ・グッチ社において、製造管理部門において品質・デザインを学び、後に父のロベルト・グッチが創立したハウス・オブ・フローレンス社の立ち上げと役員として手腕を振るう。その傍ら自らのブランドCOGUを2004年発表。主にブランドのライセンス供与の他、カジュアルラインの腕時計、ハンドバッグ、眼鏡やサングラスを販売している。

## 訴訟
2009年、香港にて商標権の侵害を理由にグッチにより訴訟を起こされている。グッチ一族はグッチにおける一切の権利を喪失しているにもかかわらず、ブランドがグッチとの関連をほのめかしているという理由による。